# Луганський обласний козачий кінний театр
Луганський обласний козачий кінний театр (Луганський обласний козачий кінний театр «Лугарі» або «Стрілецькі Лугарі») — обласний кінний театр, розташований у районному центрі Луганщини селищі міського типу Міловому.
Луганський обласний козачий кінний театр — один із небагатьох кінних театрів у країні, відтак потенційно цікавий культурно-розважальний заклад і значний об'єкт туризму, як внутрішнього, так і міжнародного.
Директор закладу — Кочугура Людмила Григорівна.

## З історії театру
Кінний театр у Міловому, спершу під назвою «Лугарі» або «Стрілецькі Лугарі» починався у 1990-х роках і багато і в чому функціонує в теперішній час як справа ентузіастів — зокрема, його натхненником і власне фундатором (засновником і головним коштодавцем) є місцевий фермер Юрій Григорович Гарбуз. Театр створювався на базі відомого далеко за межами Луганщини Стрілецького кінного заводу.
Значно посприяла розвиткові театру місцева влада, виділивши для нього доволі придатне приміщення колишнього ветлазарету, а також утворивши заклад як комунальне підприємство, однак, попри ці зусилля, оригінальне починання Ю.Г. Гарбуза восени 2003 року виявилось на межі закриття через матеріальні ускладнення фундатора, і лише надання офіційного статусу обласного закладу культури, в тому числі і завдяки втручанню особисто губернатора Луганщини О.С. Єфремова, який відвідав театралізоване шоу театру ще 2001 року на честь Дня Перемоги, врятувало заклад культури від припинення існування. 
Офіційно Луганський обласний Козачий кінний театр було створено на підставі рішення Луганської обласної ради № 10/2 від 22 жовтня 2003 року.
Заклад розпочав повноцінне творче життя.

## Цілі, репертуар, склад і діяльність
Метою діяльності кінного театру є створення й показ художньо-довершених вистав, які сприятимуть відродженню та збереженню традицій української національної спадщини, духовному збагаченню народу, широкій популяризації козацького кінного мистецтва. 
Напрямками діяльності кінного театру є: 
- організація та показ вистав, проведення культурно-масових заходів;
- пропаганда культурних цінностей, сприяння духовному та естетичному розвитку особистості;
- надання методичної й практичної допомоги школам верхової їзди;

У репертуарі театру — театралізованої вистави на козацьку тематику та з історії України. 
Склад театру: 4 артисти вищої категорії , 2 артиста першої категорії, 5 артистів другої категорії. 
Зі зростанням популярності театру, акторів-вершників почали запрошувати на виїзні виступи — колектив театру гастролював в тому числі і за кордоном, зокрема країнами Європи: в Угорщині, Словаччині, Німеччині, Білорусі.